# Solanum diversifolium
Solanum diversifolium är en potatisväxtart som beskrevs av Michel Félix Dunal. Solanum diversifolium ingår i släktet skattor som ingår i familjen potatisväxter. Inga underarter finns listade i Catalogue of Life.